# Enzi Fuchs
Enzi Fuchs, eigentlich Renate Maria Enzia Fuchs (* 28. Januar 1937 in Regensburg), ist eine deutsche Schauspielerin.

## Leben
Enzi Fuchs wurde als Tochter des Landarztes Josef Fuchs in Regensburg geboren und verbrachte ihre Kindheit und Jugend in Bärnau. Dort hatte ihr Vater in der Tachauer Straße 1 Praxis und Wohnung. Bereits als junge Frau verließ sie die Oberpfälzer Heimat, nahm Schauspielunterricht bei Oscar von Schab und absolvierte eine Tanzausbildung. Nach ihrem Debüt am Münchner Volkstheater wirkte sie bei zahlreichen Gastspielen an verschiedenen Theatern, unter anderem 1972 bei den Ruhrfestspielen in Sperrs Koralle Meier als Frau des Bäckermeisters. Seit 1983 war sie Ensemblemitglied des Münchner Volkstheaters.
Fuchs machte seit Mitte der 1960er-Jahre durch kleinere Filmrollen und im Komödienstadel des Bayerischen Rundfunks auf sich aufmerksam. Bekannt wurde sie durch ihre Auftritte in Fernsehserien, darunter Königlich Bayerisches Amtsgericht, Der Schwammerlkönig, Der Alte, Monaco Franze – Der ewige Stenz und Irgendwie und Sowieso. Der endgültige Durchbruch gelang ihr als Haushälterin Fanny in der Fernsehserie Zwei Münchner in Hamburg und schließlich als Franzi Pirchner in der Serie Der Bergdoktor (1993–1998) an der Seite von Gerhart Lippert, später Harald Krassnitzer. 1997 spielte sie die Hauptrolle in der 13-teiligen Sat.1-Serie Sophie – Schlauer als die Polizei. Als Maria Leitner war sie in der Filmreihe Wilder Kaiser (1999–2002) und als Frau Schirmer in der ZDF-Fernsehserie Samt und Seide (2000–2005) zu sehen. Seit 2014 spielt sie die Rolle der Oma Eberhofer in den Verfilmungen der Eberhoferkrimis von Rita Falk.

## Filmografie (Auswahl)
- 1964: Holiday in St. Tropez
- 1965: Der wahre Jakob
- 1966: Boni
- 1967: Das Kriminalmuseum: Die Telefonnummer
- 1967: Die seltsamen Methoden des Franz Josef Wanninger – Diener gesucht
- 1967: Till, der Junge von nebenan (Serie)
- 1969–1972: Königlich Bayerisches Amtsgericht (4 Folgen)
- 1969: Engelchen macht weiter – hoppe, hoppe Reiter
- 1969: Alle Hunde lieben Theobald: Nelly und der Nervenarzt
- 1970: Die seltsamen Methoden des Franz Josef Wanninger – Der teure Gatte
- 1971: Paragraph 218 – Wir haben abgetrieben, Herr Staatsanwalt
- 1971: Koralle Meier – Geschichte einer Privaten
- 1971: Schüler-Report
- 1971–1972: Karl Valentins Lachparade
- 1972: Die Klosterschülerinnen
- 1972: Liebesspiele junger Mädchen
- 1973: Der Mensch Adam Deigl und die Obrigkeit
- 1973: Was Schulmädchen verschweigen
- 1973: Junge Mädchen mögen’s heiß, Hausfrauen noch heißer
- 1973: Frühreifen-Report
- 1975: Comenius
- 1976: Weder Tag noch Stunde
- 1977: Sachrang
- 1977: Der Alte: Verena und Annabelle
- 1978: Sachrang
- 1978: Oh, dieser Vater (Serie)
- 1978: Flammende Herzen
- 1979: Lucky Star
- 1981: Die Rumplhanni
- 1981: Die Ortliebschen Frauen
- 1981: Tatort: Usambaraveilchen (Fernsehfilm)
- 1982: Doktor Faustus
- 1983: Martin Luther
- 1983: Magdalena
- 1983: Der Glockenkrieg
- 1983: Monaco Franze – Der ewige Stenz (Serie)
- 1984: Die Wiesingers (Serie)
- 1984–1988: Polizeiinspektion 1 (Serie)
- 1985: Derrick: Wer erschoss Asmy?
- 1985: Tatort: Schicki-Micki
- 1986: Der Unfried
- 1986: Irgendwie und Sowieso (Serie)
- 1986: Derrick: Das absolute Ende
- 1986–2019: Weißblaue Geschichten (14 Folgen)
- 1988: Der Schwammerlkönig (Serie)
- 1989: Meister Eder und sein Pumuckl – Folge 40 – Ein schwieriger Kunde
- 1989–1993: Zwei Münchner in Hamburg (Serie)
- 1991: Derrick: Das Lächeln des Dr. Bloch
- 1991: Der Alte: Folge 159 – Liebe und Tod
- 1991: Wer Knecht ist, soll Knecht bleiben
- 1992: Rosen für Afrika
- 1992: Widerspenstige Viktoria
- 1993: Eine Weihnachtsgeschichte aus Tirol
- 1992–2005: Der Bergdoktor (Serie)
- 1994: Pumuckl und der blaue Klabauter
- 1995: Hölleisengretl
- 1995: Derrick: Folge 243: Katze ohne Ohren
- 1996 Der Alte: Folge 220 Wir werden ihn lynchen
- 1997: Sophie – Schlauer als die Polizei (Serie)
- 1999: Zwei Männer am Herd (Serie)
- 1999: Möwen im Wind
- 2000 Der Alte: Folge 255 : Ein Mord kommt selten allein
- 2002: Ein Hund für alle Fälle
- 2003: Der Bulle von Tölz: Klassentreffen
- 1999–2002: Wilder Kaiser (Serie)
- 2000–2005: Samt und Seide (Serie)
- 2006: Der Judas von Tirol
- 2006–2009: Zwei Ärzte sind einer zuviel
- 2007: Der Ruf der Berge – Schatten der Vergangenheit
- 2007: Utta Danella – Tanz auf den Regenbogen
- 2008: Der Kaiser von Schexing
- 2008: Der Komödienstadel – Der letzte Bär von Bayern (Serie)
- 2008: Wieder daheim
- 2008: Um Himmels Willen (Serie)
- 2009: Lilly Schönauer – Paulas Traum
- 2010: Garmischer Bergspitzen
- 2011: Wieder daheim 2
- 2011: Für immer daheim
- 2013: München 7 (Deeskalation; Serie)
- 2013: Heiter bis tödlich: Fuchs und Gans (Frau Mönke reist in die Karibik; Serie)
- seit 2014: Eberhoferkrimi:
  - 2014: Winterkartoffelknödel
  - 2016: Schweinskopf al dente
  - 2017: Grießnockerlaffäre
  - 2018: Sauerkrautkoma
  - 2019: Leberkäsjunkie
  - 2021: Kaiserschmarrndrama
  - 2022: Guglhupfgeschwader
  - 2023: Rehragout-Rendezvous